# Domenico Pieratti
Domenico Pieratti (Firenze, 4 ottobre 1600 – Roma, 22 maggio 1656) è stato uno scultore italiano.

## Vita e opere
Domenico Pieratti nacque a Firenze e lavorò con il fratello Giovan Battista maggiore di lui di un anno. Ambedue erano stati allievi alla bottega dello scultore manierista Chiarissimo Fancelli.
Il suo lavoro più impegnativo fu la decorazione di Palazzo Pitti e il Giardino di Boboli, nel rifacimento del palazzo e il giardino della residenza granducale al seguito dell'architetto Giulio Parigi, che aveva riunito intorno a questa commissione una serie di scultori e architetti fra i quali lo stesso Fancelli e i due fratelli Pieratti.
Fra le sue opere migliori sono le due acquasantiere in marmo sorrette da angeli nella teatina Chiesa dei Santi Michele e Gaetano in Piazza Antinori, palestra del manierismo e barocco fiorentino, datati 1644. Nel Cappellone degli Spagnoli in Santa Maria Novella c'è un suo Crocifisso in marmo che in precedenza si trovava nelle raccolte medicee e qui trasportato al tempo del Granduca Gian Gastone de' Medici nel 1731.
Nel cortile del Palazzo Galli-Tassi in via Pandolfini, troneggia una sua statua di Ercole e Iole, mentre un San Giovanni Battista si trova nel cortile del Palazzo del Bargello ed è databile intorno al 1620.
Per Casa Buonarroti, la galleria contiene, fra le altre sculture, due opere del Pieratti: La Speculazione e L'Operato.

## Ville Medicee

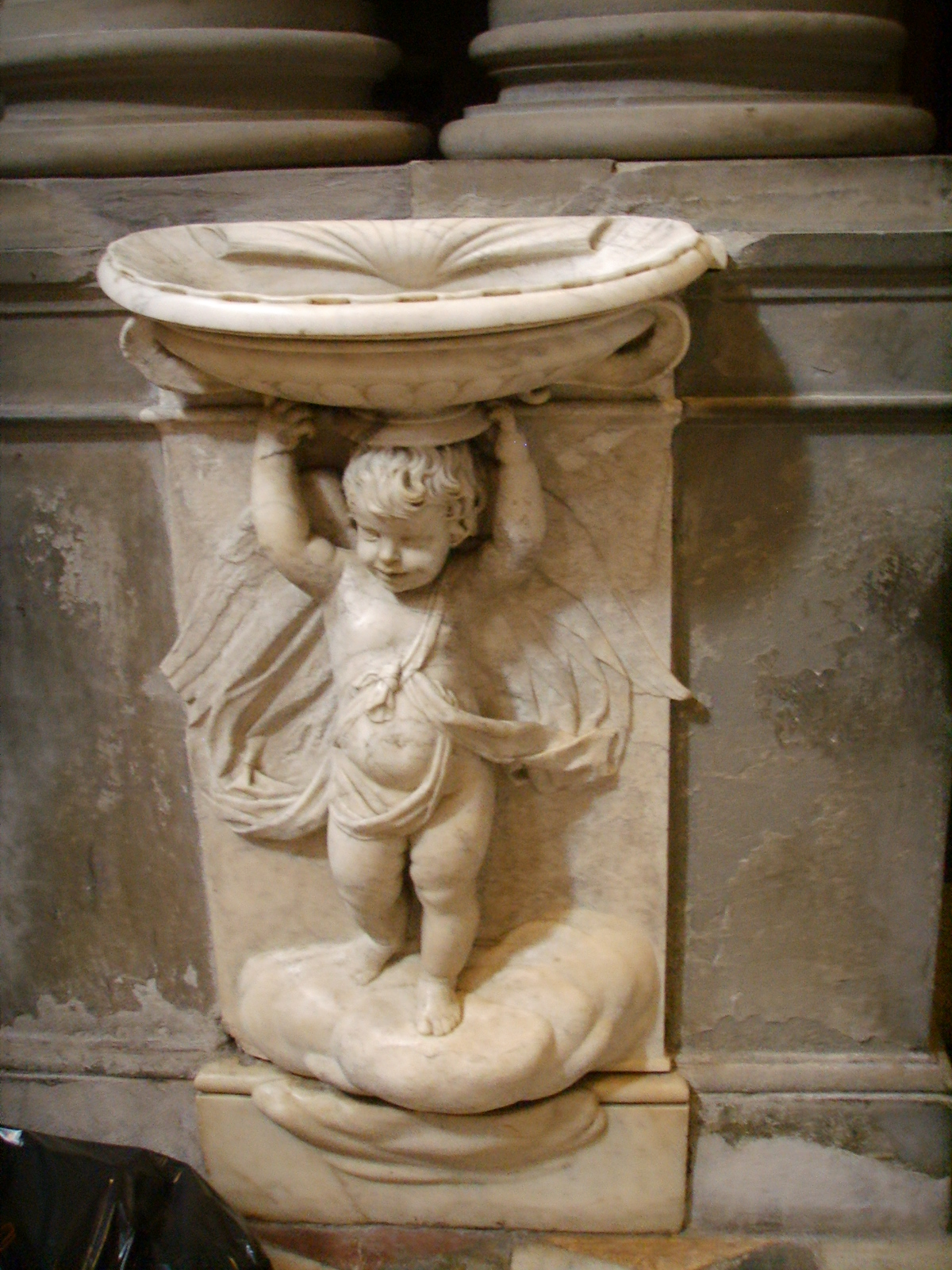
Acquasantiera, Chiesa di San Michele e Gaetano, Firenze

Varie sue sculture ornano le ville proprietà dei Medici, nella Villa di Castello, oggi sede dell'Accademia della Crusca, due statue di Gladiatori appaiono nelle nicchie esterne della Grotta degli Animali, del Tribolo, terminata probabilmente da Giorgio Vasari, capolavoro del giardino della villa. Una di queste statue è un rifacimento di quella originale romana a sua volta copia di un originale greco attribuito a Lisippo e che si trova nel giardino di Villa la Petraia, sempre di proprietà dei Granduchi di Toscana.

## Giardino di Boboli
Durante il rifacimento seicentesco di Palazzo Pitti e il suo grande giardino, Domenico fu impiegato per varie opere. Una delle più celebri è quella della Grotta del Mosè che si trova proprio in fondo al cortile del palazzo prospiciente l'entrata del Giardino di Boboli. In questa grotta (una delle tante che si trovano nelle Delizie medicee) insieme ad opere di vari autori, al Pieratti sono attribuite le statue dello Zelo e dell'Impero, accanto a quelle della Carità di Agostino Bugiardini e la Legge di Antonio Novelli.
Alla più celebre Fontana del Carciofo il Pieratti insieme al fratello e ad altri contribuì con vari personaggi. Nei pressi della Fontana dell'Isolotto, Emanuele Repetti nel suo Notizie e guida di Firenze e de' suoi contorni 1844 cita degli Amorini di mano del Pieratti e una terza versione dei Gladiatori, dopo quella della Villa della Petraia e quella di Castello, e due sue statue, una di San Giovanni Evangelista nella Chiesa di San Marco.
Il Pieratti, ormai famoso fu chiamato a Roma dove lavorò per i Barberini, si trova nel loro palazzo una scultura che rappresesnta Medea e i figli del 1634.
Domenico Pieratti fu anche un bravo disegnatore, alcune sue statue sono state incise nel tardo Settecento.
Domenico Pieratti morì nel 1656 a Roma.

## Galleria d'immagini

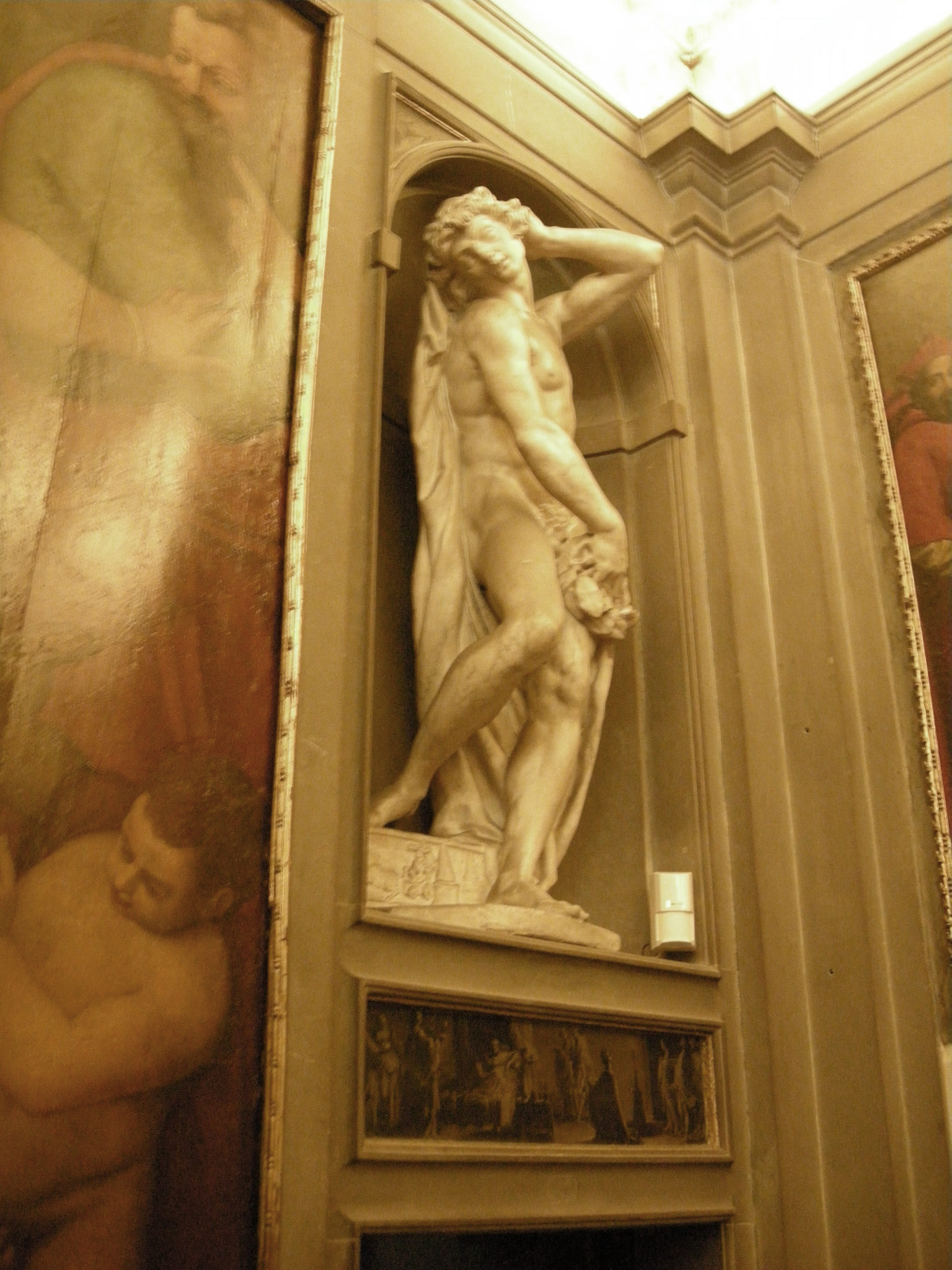
La Vita Attiva, Casa Buonarotti
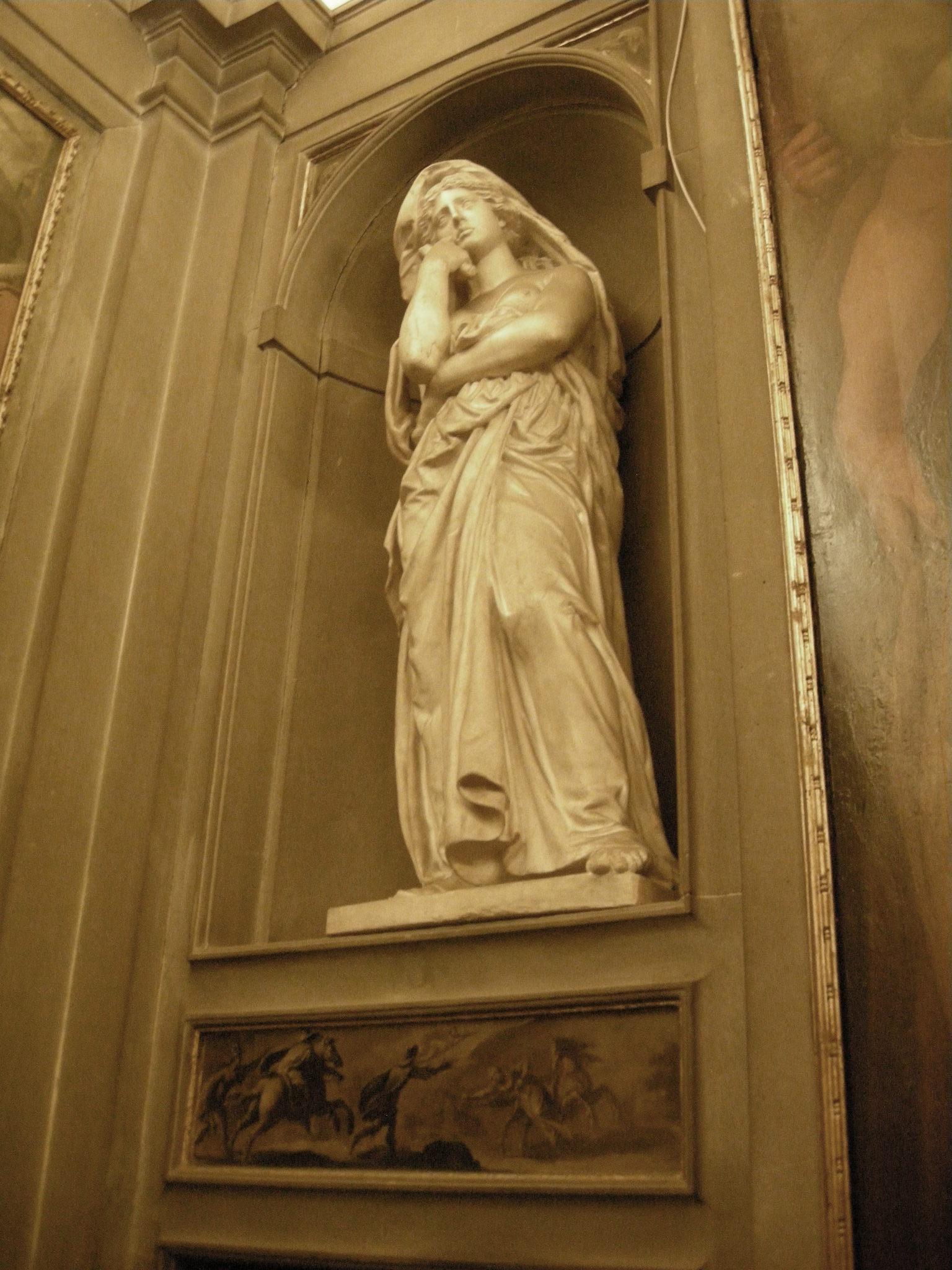
La Vita Contemplativa, Casa Buonarotti
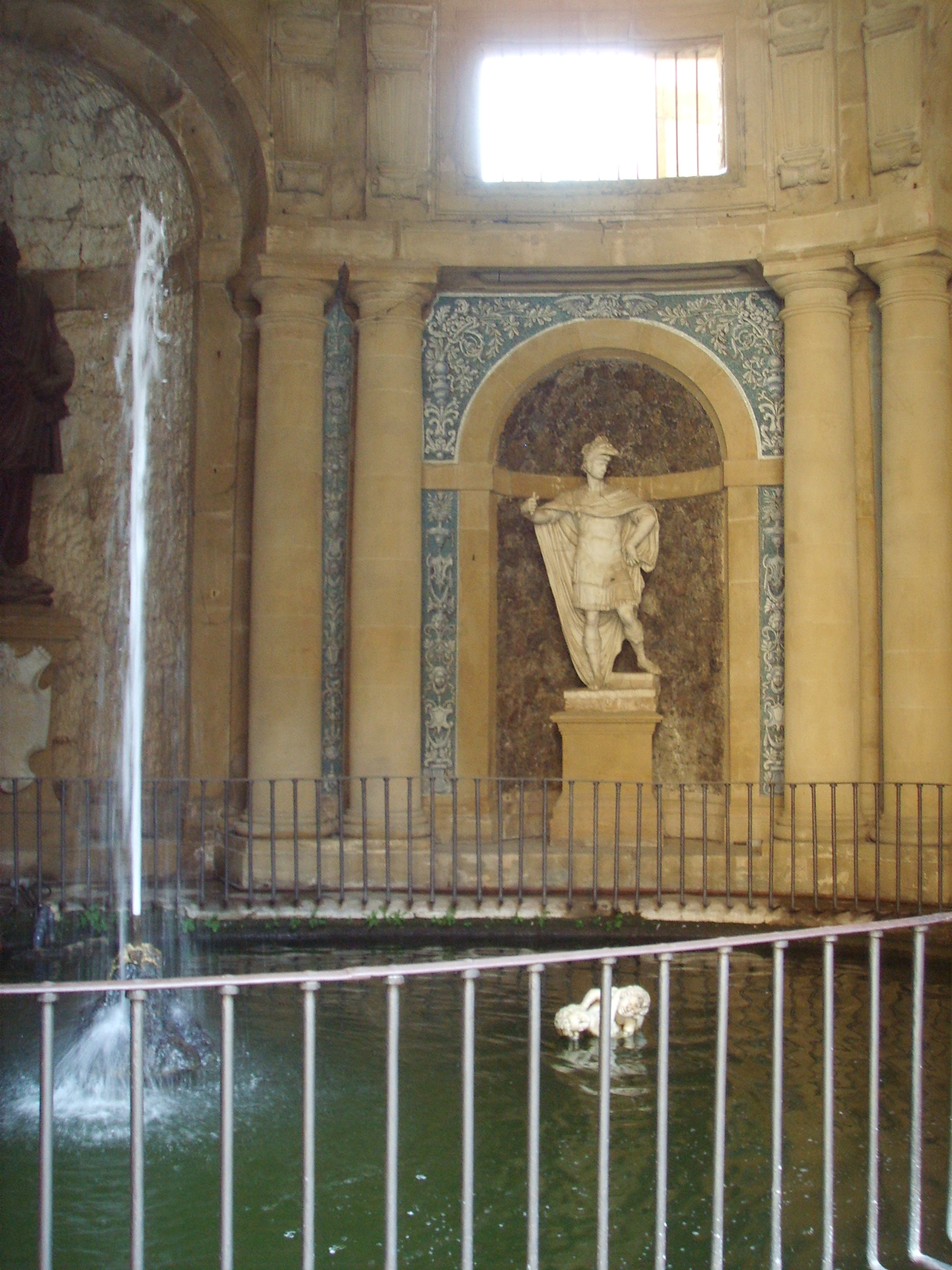
l'Impero, Palazzo Pitti
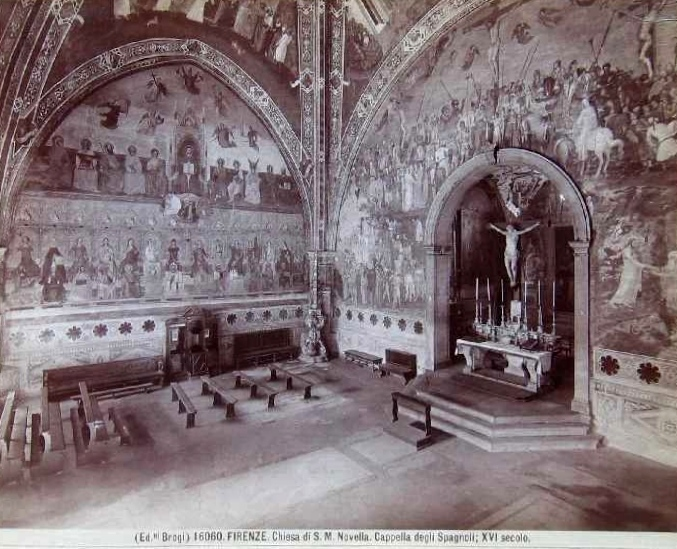
Cappellone degli Spagnoli, Crocifisso, Santa Maria Novella.